# Карпа Мома
Карпа Мома или Момата (на македонска литературна норма: Карпа Мома) е мегалитна антропоморфна скала, намираща се на северните склонове на Селечката планина, разположена на 3 km източно от село Селце, Северна Македония.
Мегалитната скала е висока около 67 m и се предполага че през древността е била част от култов комплекс посветен на Великата богиня Майка. Според македонския учен Гьоре Ценев на базата на теренното проучване
осъществено от него обектът датира от ранната Бронзова епоха и е свързан с религията на културите обитавали през същия период Близкия изток и пред Елинистичните култури в Мала Азия и п-ов Пелопонес. Според Ценев древният паметник е свързан с култа към т.нар. „Пеласгийска Хера“ – равнозначна на триликата „Велика богиня майка“, чийто лица често се описват като: Девицата, Майката и Бабата-гадателка, всяка от които символизира както отделен етап в женския цикъл на живот, така и различните фази на Луната през годината, а и често се свързват в митологията с трите царства – Небесно, Земно и Подземно. Ценев сравнява триликата „Велика богиня майка“ с богините Артемида, Селена (Мена) и Хеката, като подчертава, че трите лица на Великата богиня Майка, могат да се наблюдават в зависимост от различните точки на наблюдение на Карпа мома.
В непосредствена близост до скалата са разположени жервеници, които да се обслужват ритуалите посветени на Великата богиня майка.